# Tulle (quận)
Quận Tulle là một quận của Pháp, nằm ở tỉnh Corrèze, ở vùng Nouvelle-Aquitaine. Quận này có 14 tổng và 118 xã.

## Các đơn vị hành chính

### Các tổng
Các tổng của quận Tulle là: 
1. Argentat
2. Corrèze
3. Égletons
4. Lapleau
5. Mercoeur
6. La Roche-Canillac
7. Saint-Privat
8. Seilhac
9. Treignac
10. Tulle-Campagne-Nord
11. Tulle-Campagne-Sud
12. Tulle-Urbain-Nord
13. Tulle-Urbain-Sud
14. Uzerche

### Các xã
Các xã của quận Tulle, và mã INSEE là: 
| 1. Affieux (19001)                     | 2. Albussac (19004)                         | 3. Altillac (19007)                   | 4. Argentat (19010)                    |
| 5. Auriac (19014)                      | 6. Bar (19016)                              | 7. Bassignac-le-Bas (19017)           | 8. Bassignac-le-Haut (19018)           |
| 9. Beaumont (19020)                    | 10. Camps-Saint-Mathurin-Léobazel (19034)   | 11. Chamberet (19036)                 | 12. Chamboulive (19037)                |
| 13. Chameyrat (19038)                  | 14. Champagnac-la-Noaille (19039)           | 15. Champagnac-la-Prune (19040)       | 16. Chanac-les-Mines (19041)           |
| 17. Chanteix (19042)                   | 18. Chapelle-Spinasse (19046)               | 19. Chaumeil (19051)                  | 20. Clergoux (19056)                   |
| 21. Condat-sur-Ganaveix (19060)        | 22. Cornil (19061)                          | 23. Corrèze (19062)                   | 24. Darazac (19069)                    |
| 25. Espagnac (19075)                   | 26. Espartignac (19076)                     | 27. Eyburie (19079)                   | 28. Eyrein (19081)                     |
| 29. Favars (19082)                     | 30. Forgès (19084)                          | 31. Gimel-les-Cascades (19085)        | 32. Goulles (19086)                    |
| 33. Gros-Chastang (19089)              | 34. Gumond (19090)                          | 35. Hautefage (19091)                 | 36. L'Église-aux-Bois (19074)          |
| 37. La Chapelle-Saint-Géraud (19045)   | 38. La Roche-Canillac (19174)               | 39. Lacelle (19095)                   | 40. Ladignac-sur-Rondelles (19096)     |
| 41. Lafage-sur-Sombre (19097)          | 42. Lagarde-Enval (19098)                   | 43. Lagraulière (19100)               | 44. Laguenne (19101)                   |
| 45. Lamongerie (19104)                 | 46. Lapleau (19106)                         | 47. Latronche (19110)                 | 48. Laval-sur-Luzège (19111)           |
| 49. Le Chastang (19048)                | 50. Le Jardin (19092)                       | 51. Le Lonzac (19118)                 | 52. Les Angles-sur-Corrèze (19009)     |
| 53. Madranges (19122)                  | 54. Marc-la-Tour (19127)                    | 55. Marcillac-la-Croisille (19125)    | 56. Masseret (19129)                   |
| 57. Meilhards (19131)                  | 58. Mercœur (19133)                         | 59. Meyrignac-l'Église (19137)        | 60. Monceaux-sur-Dordogne (19140)      |
| 61. Montaignac-Saint-Hippolyte (19143) | 62. Moustier-Ventadour (19145)              | 63. Ménoire (19132)                   | 64. Naves (19146)                      |
| 65. Neuville (19149)                   | 66. Orliac-de-Bar (19155)                   | 67. Pandrignes (19158)                | 68. Peyrissac (19165)                  |
| 69. Pierrefitte (19166)                | 70. Reygade (19171)                         | 71. Rilhac-Treignac (19172)           | 72. Rilhac-Xaintrie (19173)            |
| 73. Rosiers-d'Égletons (19176)         | 74. Saint-Augustin (19181)                  | 75. Saint-Bazile-de-la-Roche (19183)  | 76. Saint-Bonnet-Avalouze (19185)      |
| 77. Saint-Bonnet-Elvert (19186)        | 78. Saint-Bonnet-les-Tours-de-Merle (19189) | 79. Saint-Chamant (19192)             | 80. Saint-Cirgues-la-Loutre (19193)    |
| 81. Saint-Clément (19194)              | 82. Saint-Geniez-ô-Merle (19205)            | 83. Saint-Germain-les-Vergnes (19207) | 84. Saint-Hilaire-Foissac (19208)      |
| 85. Saint-Hilaire-Peyroux (19211)      | 86. Saint-Hilaire-Taurieux (19212)          | 87. Saint-Hilaire-les-Courbes (19209) | 88. Saint-Jal (19213)                  |
| 89. Saint-Julien-aux-Bois (19214)      | 90. Saint-Julien-le-Pèlerin (19215)         | 91. Saint-Martial-Entraygues (19221)  | 92. Saint-Martial-de-Gimel (19220)     |
| 93. Saint-Martin-la-Méanne (19222)     | 94. Saint-Merd-de-Lapleau (19225)           | 95. Saint-Mexant (19227)              | 96. Saint-Pantaléon-de-Lapleau (19228) |
| 97. Saint-Pardoux-la-Croisille (19231) | 98. Saint-Paul (19235)                      | 99. Saint-Priest-de-Gimel (19236)     | 100. Saint-Privat (19237)              |
| 101. Saint-Salvadour (19240)           | 102. Saint-Sylvain (19245)                  | 103. Saint-Ybard (19248)              | 104. Saint-Yrieix-le-Déjalat (19249)   |
| 105. Sainte-Fortunade (19203)          | 106. Salon-la-Tour (19250)                  | 107. Sarran (19251)                   | 108. Seilhac (19255)                   |
| 109. Servières-le-Château (19258)      | 110. Sexcles (19259)                        | 111. Soudaine-Lavinadière (19262)     | 112. Soursac (19264)                   |
| 113. Treignac (19269)                  | 114. Tulle (19272)                          | 115. Uzerche (19276)                  | 116. Veix (19281)                      |
| 117. Vitrac-sur-Montane (19287)        | 118. Égletons (19073)                       |                                       |                                        |